# Kis Gábor (vízilabdázó)
Kis Gábor (Budapest, 1982. szeptember 27. –) olimpiai bajnok magyar vízilabdázó.

## Sportpályafutása
A Bp. Spartacusban kezdett vízilabdázni. Utánpótlás játékosként 1999-ben ifi Eb bronzérmet szerzett. 2000-ben junior Eb ötödik helyezett lett. Egy év múlva harmadik volt a junior vb-n.
1997-ben lett a BVSC játékosa. Első OB I-es mérkőzésére 1999-ben került sor. A felnőtt válogatottban 2002-ben mutatkozott be, de csak 2006-tól lett stabil válogatott játékos. 2004-től az Egerhez igazolt. 2006-ban Eb, 2007-ben vb ezüstérmet nyert. 2008-ban tagja volt az olimpiát nyerő válogatottnak és Eb bronzérmet ért el. Ebben az évben a Vasas játékosa lett. Itt két magyar bajnoki címet szerzett.2009-ben világbajnoki ötödik volt. 2010-ben negyedik helyezett volt az Európa-bajnokságon. A következő szezon előtt az Egerhez igazolt, melyet volt klubjával, a Vasassal folytatott hosszas jogi vita előzött meg. Ebben a szezonban ismét magyar bajnok volt. 2011 májusában porckorongsérvet állapítottak meg nála, így kimaradt a vb-re utazó válogatottból. A következő bajnokságban a Szolnok csapatában szerepelt. A szezon folyamán többször is megsérült, ezért kihagyta a 2012-es Eb-t is. Az olimpiáról lemaradt, majd visszatért a válogatottba, de a barcelonai világbajnokság előtt néhány nappal kiújult gerincsérülése miatt lemondta a válogatottságot. 2015 decemberében bejelentette, hogy ismét rendelkezésre áll a válogatott mérkőzésein. Szerepelt a 2016. évi nyári olimpiai játékokon, ahol ötödik helyezést szerzett. A torna után bejelentette, hogy a válogatott csapatban a nem játszik többet. 2017-ben bajnokok ligáját nyert. 2019-ben befejezte a játékos pályafutását és a mezőtúri Invictus SC szakmai igazgatója lett. 2023 márciusában a Szentesi VK  szakmai igazgatója, majd októbertől a vezetőedzője lett.

## Eredményei
- magyari bajnokság
  - bajnok: 2009, 2010, 2011, 2015, 2016, 2017
  - ezüstérmes: 2000, 2001, 2008, 2013, 2014, 2018
  - bronzérmes: 2002, 2003, 2004, 2006, 2007, 2019
- Magyar kupa
  - győztes:2000 2003, 2007, 2009
- LEN-szuperkupa
  - győztes: 2017

## Díjai, elismerései
- Szalay-díj (2000)
- A magyar szuperkupa legjobb játékosa (2001)
- Az év legjobb egri pólósa (UPC díj) (2005)
- A Magyar Köztársasági Érdemrend tisztikeresztje (2008)